# Daniel Jervis
Daniel Jervis (né le 9 juin 1996) est un nageur britannique (gallois).

## Biographie
Il remporte la médaille de bronze sur 1 500 m nage libre lors des Jeux du Commonwealth de 2014.
Aux Championnats d'Europe juniors de natation 2014, il remporte l'or sur 1 500 m nage libre et le bronze du relais 4 × 200 m nage libre.
Il remporte la médaille d’argent sur 1 500 m nage libre lors des Jeux du Commonwealth de 2018.
En 2023, il a remporté deux médailles d'or aux Championnats britanniques de natation en nage libre aux 800 mètres et aux 1 500 mètres . 
En 2024, sa sixième victoire aux 1 500 mètres en nage libre aux Aquatics GB Swimming Championships la conduit aux Jeux olympiques d'été de 2024.

## Vie personnelle
En 2014, il est devenu chrétien baptiste et a été baptisé à l’Église baptiste de Sardes à Resolven ,.
En 2022, il a annoncé être gay.